# Mattia Collauto
Mattia Collauto (Venezia, 10 novembre 1973) è un dirigente sportivo ed ex calciatore italiano, di ruolo centrocampista.

## Caratteristiche tecniche
Era un esterno di centrocampo che poteva giocare sia sulla destra che sulla sinistra. Negli ultimi anni della sua ventennale carriera da professionista ha agito anche nel ruolo di trequartista, interno destro di centrocampo e persino terzino destro.

## Carriera

### Giocatore
Inizia la carriera nel Como, dove milita per sei stagioni. Passa poi alla Cremonese con la quale ottiene la promozione dalla Serie C1 alla Serie B. Dopo un anno nella serie cadetta passa al Bari dove milita per cinque stagioni, di cui due in Serie A, assurgendo tra i punti fermi dell'undici biancorosso.
Passa infine al Venezia, squadra della propria città, della quale diventa una bandiera fino a guadagnarsi la fascia di capitano; rimane in squadra nonostante due fallimenti in quattro anni e una progressiva retrocessione dalla B alla Serie D. Dopo un'ultima stagione coi lagunari che ottengono la promozione tra i professionisti e vincono lo Scudetto Dilettanti, il 18 luglio 2012 annuncia il suo ritiro dal calcio giocato.

### Dirigente
Nel 2014 diventa il responsabile del settore giovanile del Venezia. Nel 2020 diventa il direttore sportivo della società veneta.

## Palmarès
- Coppa Italia Serie C: 1

Como: 1996-1997
- Campionato italiano Serie C2: 1

Venezia: 2005-2006 (Girone A)
- Campionato italiano Serie D: 1

Unione Venezia: 2011-2012 (Girone C)
- Scudetto Dilettanti: 1

Unione Venezia: 2011-2012